# Saint-Fuscien
Saint-Fuscien è un comune francese di 963 abitanti situato nel dipartimento della Somme nella regione dell'Alta Francia.
Il nome deriva dall'antico monastero di Saint-Fuscien-en-Bois, eretto sul luogo di sepoltura dei martiri Vittorico e Fusciano.

## Società

### Evoluzione demografica
Abitanti censiti